# Shay Carl
Shay Carl Butler (Logan, 5 marzo 1980) è uno youtuber, imprenditore e attore statunitense.
Il suo canale Youtube più seguito, Shaytards, raccoglie video giornalieri della vita di Butler e della sua famiglia, e conta più di 5 milioni di iscritti e quasi 2 miliardi di visualizzazioni. Nominato dalla rivista Forbes come uno dei video-imprenditori di maggior successo, nel 2009 ha cofondato la società Maker Studios, acquisita nel 2014 dalla Disney per 500 milioni di dollari.

## Biografia
Nato a Logan (Utah) ma cresciuto a Pocatello, in Idaho, Shay Carl è il primo dei quattro figli di Laurie e Carl Butler. Dopo aver frequentato le scuole superiori, presta servizio come volontario nelle missioni della chiesa mormone in Barbados e a Trinidad e Tobago per due anni. Ritornato negli Stati Uniti incontra la sua futura moglie Colette, attrice in un musical, e se ne innamora. I due si sposeranno nel 2003, un anno e mezzo dopo. 
Dopo un anno di lavoro come venditore porta a porta di pesto in Carolina del Nord, decide di lasciare il college e fa esperienza di ogni sorta di lavoro. Ha lavorato come autista di scuolabus, venditore di auto, insegnante di doposcuola, cuoco e conduttore radiofonico. Successivamente ottiene un posto presso un'azienda di granito, e dopo aver lavorato tre anni decide di mettersi in proprio e creare una propria società, la Rock Tops.
Nel 2007 acquista un computer malgrado per sua stessa ammissione fosse piuttosto inesperto e, dopo aver conosciuto YouTube, apre un suo canale e inizia a pubblicare video ottenendo un successo discreto. Dal 2009 pubblica video quotidianamente sul suo canale più seguito, Shaytards, con il quale ha raggiunto un grande successo rendendo partecipi anche i membri della sua famiglia e i suoi amici. Nello stesso anno fonda insieme a Lisa e Ben Donovan, Dan Zappin e Kassem Gharaibeh la società Maker Studios, che nel 2014 viene rilevata dalla Disney per 500 milioni di dollari.
Nel 2015, ispirato dall'azienda di abbigliamento di suo nonno "The Union", fonda la Trixin Company.
Il 28 settembre 2016 annuncia in un video di voler interrompere la propria attività su YouTube a partire dal giorno del suo 37º compleanno.

## Attività su Youtube
Dopo aver creato il suo canale youtube Shaycarl il 21 dicembre 2006, Butler inizia a pubblicare video e a raccogliere i primi iscritti, raggiungendo la popolarità dopo la partecipazione ad un video-contest lanciato da un'altra canale YouTube, quello di Philip DeFranco. 
Nel 2008 apre un secondo canale, Shaytards i cui video sono inizialmente solo di carattere personale e solo successivamente, grazie al successo di alcune apparizioni dei membri della famiglia di Shay, diventano diario di vita familiare, una vera e propria sitcom che porterà poi Shay a decidere di pubblicare un video ogni giorno.
Sempre gestito da Shay è il canale When the kids go to sleep, creato nel 2011.